# فالنس
الإمبراطور فالنس (328 - 9 أغسطس 378) هو إمبراطور روماني في الإمبراطورية الرومانية الشرقية بين عامي (364-378). وهو فلافيوس يوليوس فالنس أغسطس، شقيق الإمبراطور فالنتينيان الأول الأصغر
وعم الإمبراطور جراتيان وعم الإمبراطور فالنتينيان الثاني.

## بدايات حياته
كان الأخ الأصغر لفالنتينيان الأول الذي صعد للعرش بعد موت الإمبراطور جوفيان يوم 17 فبراير 364. وفي يوم 28 مارس من تلك السنة، تم تعيين أخيه فالنس لكي يحكما بشكل مشترك حيث حكم فالنس الإمبراطورية الشرقية بينما حكم فالنتيان الغربية، قبل أن يقوم بروكوبيوس بتحدي فالنس فيعلن نفسه إمبراطورا في سبتمبر 365 فتوجه من أنطاكية ليقمع التمرد وكانت الثورة من الخطورة بحيث أنه فكر في التفاوض ولكنها فشلت بعد أن ترك بروكوبيوس أكثر رجاله، وفي 27 مايو 366 تمت خيانته والقبض عليه وإعدامه.
في عام 366 قام بتخفيض الضرائب إلى الربع وقد لقيت استحسانا من الناس ولكن تم التشكيك بها خاصة مع وجود القوط الغربيين الذين ساندوا بروكوبيوس وهددوا باحتلال تراقيا من أرضهم شمال الدانوب (رومانيا حاليا)، وقبل أن يخطط للهجوم عليهم تلقى عميدا من يودوكسوس أسقف القسطنطينية وقائد الجماعة الأريانية. وفي مايو 367 اجتاح الإمبراطور منطقتهم ودمرها بعد عدة نجاحات حققها جنرالاته ثم عقد سلاما استمر لستة سنوات أعلن فيه أن الدانوب هو الحد بين أراضي الرومان وأراضي القوط.

## الحرب مع الفرس
بعد إحباط مؤامرة خطط لها تيودور الإنطاكي في أواخر عام 371 بدأ حربا مع الفرس، ورغم أنه لم يرد أن يخوض الحرب بسبب الخطر المحتمل من القوط، فقد أجبر على أن يخوض حربا ضد شاهبور الثاني الذي غزا واحتل أرمينيا، فعبر الفرات عام 373 وانتصر في العراق لكن هذا النصر لم يكن حاسما، فعاد إلى إنطاكية في شتاء تلك السنة حيث اضطهد السحرة وأناسا آخرين ظن أنهم يهددون حياته، ورغم أن التحضيرات قد جهزت لمواصلة الحرب مع الفرس وتأمين الحدود ولكن في عام 377 تم وضع معاهدة بشروط في مصلحة الفرس، فأرمينيا والمناطق المجاورة كانت قد ضمت من قبل الفرس.

## هجوم القوط
واجه الجنود الرومان الأعداء في أجزاء أخرى من الإمبراطورية، ففي سنة 376 كان قد بدأ نزوح القوط الغربيين نحو الأراضي الرومانية بعد هجوم الهون (وهو ما نعرفه عن وجودهم في أوروبا) على منطقتهم فسمح لهم من قبل جنرالات فالنس بالاستقرار بشرط أن يأتوا عزّلا وينقل أطفالهم إلى آسيا كرهائن، لكن هذه الشروط لم يتابعها الجنرالات، ولمصالحهم الشخصية قاموا ببيع الطعام للمستوطنين الجدد بأسعار خيالية، ونتيجة لهذا سرعان ما ثاروا عليه بقيادة زعيمهم فريتيجرن وتقاطروا بأعداد كبيرة عبر البلقان إلى تراقيا وأعملوا في المناطق التي مروا بها سلبا ونهبا وحرقا وقتلا، وتم ردهم لفترة ولكن في ربيع 378 عادوا مع قوة أكبر وكانت معهم فرقة من الهون والألان وتوغلوا نحو أدريانوبوليس.

## معركة أدريانوبوليس
فالنس الذي عاد للقسطنطينية تركها مجددا في مايو من تلك السنة مع جيش قوي ومجهز جيدا، وبدون انتظار وصول ابن أخيه غراتيان إمبراطور الغرب الذي كان قد أحرز نصرا كبيرا على إحدى القبائل البربرية الجرمانية في الألزاس. قام فالنس بمهاجمة العدو فورا. وكان الجنود منهكين ومتأثرين بالحر في يوم خانق من أغسطس.
تلاحم في معركة أدريانوبوليس يوم 9 أغسطس 378 في أرض ضيقة في وادي، وكانت قد تحددت بهجوم الخيالة الألانيين والسارماتيين والذين استطاعوا إرباك المشاة الرومان الذين حاصروهم قرب بعضهم مما صعب عليه سحب سيوفهم، واستمرت المذبحة حتى دمر الجيش الروماني بشكل كامل، وكانت خططه السيئة سببا في هزيمة كبيرة قلما شهدتها روما في تاريخها وكان من بين القتلى حيث إما قتل في الميدان أو اختبأ في كوخ أحرقه الأعداء. بينما ومنذ هذه المعركة ثبت القوط أنفسهم جنوب الدانوب.

## سياسة فالنس الداخلية
كان فالنس أحد أتباع الطائفة الأريوسية واضطهد الكاثوليك والأرثودوكس وتدخل بشكل قليل في شؤون الوثنيين، وكذلك فقد طرد الأساقفة الذين أعاد رئاستهم لجوليان على أنه في أواخر عهده سمح للبعض بالعودة. بينما لم تكن لديه القوة الكافية لكي يتبع قراراته بشكل صارم.
هناك في الفترة بينة عامي 374 – 377 نقرأ شكاوى يملؤها الأسى عن الظلم الابتزاز اللذان حضرا وتما تحت صيغة قانونية، وكذلك النتائج بسبب الفزع الذي عم الناس وقتها، وتشير أيضا على ازدياد الضعف والجبن في مراكز القيادة.